# Лъгът
Лъг или по-често срещано в членуваната форма Лъгът или Лъгат (изписване до 1945 година: Лѫгътъ; на гръцки: Λόγγος, Лонгос) е бивше село в Република Гърция, на територията на дем Воден (Едеса), област Централна Македония.

## Описание
В района на Лъгът са останките от античния град Едеса, както и църквата „Света Троица“. По-късно тук е средновековният Долен град, а в османско време, когато градът се развива на платото на мястото на Горния град, става село.
След като селото вече не съществува, местността продължава да носи името Лъгът и е забележителна с буйната си и красива растителност. В местността е разположен манастирът „Света Троица“.
В 1966 и в 1973 година местността Лъгът е обявена за паметник на културата с историческа и природна значимост.

## Личности
Родени в Лъга
- Апостолис Лонгианос, зограф от XVIII век